# The Fire of Awakening
«The Fire of Awakening» — сьомий студійний альбом Graveland виданий 2003 року.

## Опис
| Інформація про композиції | Інформація про композиції   | Інформація про композиції |
| #                         | Назва                       | Тривалість                |
| ------------------------- | --------------------------- | ------------------------- |
| 1.                        | «We Shall Prevail»          | 09:53                     |
| 2.                        | «Battle of Wotan's Wolves»  | 08:40                     |
| 3.                        | «In the Sea of Blood»       | 07:29                     |
| 4.                        | «Die for Freedom»           | 10:45                     |
| 5.                        | «The Four Wings of the Sun» | 10:48                     |
| 47:35                     |                             |                           |

## Склад на момент запису
- Роб «Darken» Фудалі  — вокал, гітари, бас